# Spazio lenticolare
In matematica, uno spazio lenticolare è una particolare varietà ellittica. Si tratta di una 3-varietà avente una struttura di varietà riemanniana con curvatura sezionale ovunque pari a +1. Uno spazio lenticolare è indicato con
{\displaystyle L(p,q)}
e dipende da una coppia di interi coprimi {\displaystyle (p,q)}. Gli spazi lenticolari sono 3-varietà particolarmente semplici, il cui gruppo fondamentale è un gruppo ciclico finito.

## Definizione
Sia {\displaystyle S^{3}} l'ipersfera in {\displaystyle \mathbb {R} ^{4}}. Identificando {\displaystyle \mathbb {R} ^{4}} con {\displaystyle \mathbb {C} ^{2}}, questa può essere definita come
{\displaystyle S^{3}={\big \{}(z,w)\in \mathbb {C} ^{2}\ {\big |}\ |z|^{2}+|w|^{2}=1{\big \}}.}
Sia {\displaystyle (p,q)} una coppia di interi coprimi, con {\displaystyle p>0}.
Sia {\displaystyle \omega } la radice dell'unità
{\displaystyle \omega =e^{2\pi i/p}.\,\!}
Anche l'elemento {\displaystyle \omega ^{q}} è una radice primitiva {\displaystyle p}-esima dell'unità. Si consideri l'applicazione lineare
{\displaystyle f:\mathbb {C} ^{2}\to \mathbb {C} ^{2}}
{\displaystyle f(z,w)=(\omega z,\omega ^{q}w).}
La mappa {\displaystyle f} è un isomorfismo lineare su {\displaystyle \mathbb {C} }. Poiché {\displaystyle |\omega |=|\omega ^{q}|=1}, la {\displaystyle f} preserva la norma dei vettori e quindi manda {\displaystyle S^{3}} in sé. Letta su {\displaystyle \mathbb {R} ^{4}}, è rappresentata da una matrice ortogonale {\displaystyle 4\times 4}. Si tratta quindi di una isometria di {\displaystyle \mathbb {R} ^{4}}: in particolare, preserva {\displaystyle S^{3}} e si restringe ad una isometria di {\displaystyle S^{3}}
{\displaystyle f:S^{3}\to S^{3}.}
L'isometria {\displaystyle f} genera un gruppo di isometrie
{\displaystyle \{f,f^{2},\ldots ,f^{p}={\rm {id}}\}\,\!}
isomorfo al gruppo ciclico di ordine {\displaystyle p}. Lo spazio lenticolare è lo spazio quoziente rispetto a questo gruppo di isometrie.

## Proprietà

### Varietà ellittica
Il gruppo di isometrie generato da {\displaystyle f} agisce in modo libero e propriamente discontinuo. Il quoziente è quindi una varietà topologica compatta e la proiezione
{\displaystyle p:S^{3}\to L(p,q)\,\!}
è un rivestimento. Si tratta del rivestimento universale, poiché {\displaystyle S^{3}} è semplicemente connessa.
Poiché la {\displaystyle f} è una isometria, il quoziente {\displaystyle L(p,q)} eredita una struttura di varietà riemanniana. Come {\displaystyle S^{3}}, questa ha curvatura sezionale ovunque pari a +1 ed è quindi un esempio di varietà ellittica.

### Gruppo fondamentale
Il gruppo fondamentale di {\displaystyle L(p,q)} è isomorfo al gruppo ciclico {\displaystyle \mathbb {Z} /_{p\mathbb {Z} }}.

## Dipendenza dai parametri
Gli spazi {\displaystyle L(p,q)} e {\displaystyle L(p',q')}:
- hanno lo stesso gruppo fondamentale se e solo se {\displaystyle p=p'};
- sono isometrici se e solo se sono omeomorfi, e questo accade se e solo se {\displaystyle p=p'} e
{\displaystyle q_{1}\equiv \pm q_{2}^{\pm 1}{\pmod {p}};}
- sono omotopicamente equivalenti se e solo se {\displaystyle p=p'} e
{\displaystyle q_{1}q_{2}\equiv \pm n^{2}{\pmod {p}}.}

Per quanto scritto, solitamente si suppone {\displaystyle p>q>0}.
Tra gli spazi lenticolari vi sono quindi esempi di 3-varietà con lo stesso gruppo fondamentale ma non omotopicamente equivalenti, ad esempio
{\displaystyle L(5,1),\quad L(5,2)}
e varietà omotopicamente equivalenti ma non omeomorfe, ad esempio
{\displaystyle L(7,1),\quad L(7,2).}
Per {\displaystyle p=2} si ottiene soltanto la varietà {\displaystyle L(2,1)}; in questo caso la funzione {\displaystyle f} è la mappa antipodale e quindi il quoziente {\displaystyle L(2,1)} è lo spazio proiettivo reale
{\displaystyle L(2,1)=\mathbb {R} \mathbb {P} ^{3}.}

## Geometrizzazione
Uno spazio lenticolare è sempre una 3-varietà irriducibile e prima.
Per la congettura di geometrizzazione di Thurston, dimostrata da Grigori Perelman, una 3-varietà compatta avente gruppo fondamentale ciclico finito è necessariamente uno spazio lenticolare.